# جان مانوئل کوک
جان مانوئل کوک (به انگلیسی: John Manuel Cook) (متولد ۱۱ دسامبر ۱۹۱۰–۱۹۹۴) استاد تاریخ باستان و باستان‌شناسی دانشگاه بریستول بود. از آثار او می‌توان به شاهنشاهی هخامنشی اشاره کرد.
مانوئل کوک در جنگ جهانی دوم در یونان سرباز بوده و در آنجا شیفتگی بیشتری به یونان یافت.  سپس از ۱۹۴۶ تا ۱۹۵۴ مدیر مدرسه باستان‌شناسی بریتانیا در آتن شد و آنگاه از ۱۹۵۸ تا ۱۹۷۶ سمت استادی تاریخ و باستان‌شناسی را در دانشگاه بریستول به عهده گرفت.
در تاریخ هخامنشیان از مجموعه تاریخ ایران کاملا بی طرفی را کنار گذاشته و با دید تعصب درباره تاریخ ایران می‌نویسد و در همین کتاب ادعاهای زیادی مطرح می‌کند «ایرانیان داریوش را دروغگو می دانستند» «هرودوت می گوید ایرانیان کوروش را پدر،کمبوجیه را مستبد و داریوش را دکاندار می دانستند».«به ما گفته شده است که ایرانیان کمبوجیه را بعنوان یک ستمگر به یاد دارند»
«در دوران باستان، بیشتر یونانی ها و رومیان در مورد تاریخ ما نوشته اند که البته دشمن ما بودند و بی اغراق، 99 درصد نوشته های آنان مغرضانه و جانب دارانه است. بنابراین تحریف و اشتباه و حتی دروغ عمدی در آن زیاد است»
مرتضی ثاقب‌فر در این باره می‌گوید :
«در آغاز منابع تاریخ ایران را به درستی بر می شمرد: کتاب مقدس، سنگ نوشته های ایرانیان، نوشته های مورخان یونانی به ویژه تاریخ هرودوت. سپس دو منبع نخست را رد می کند. می گوید تورات کتاب مذهبی است و اصلا درست نیست پس آن را کنار می گذارم. سنگ نوشته های ایرانی را هم تبلیغات می شمرد و رد می کند و می گوید: «متاسفانه چند سال اخیر در غرب مد شده که می گویند استوانه کورش منشور حقوق بشر است. چنین چیزی نیست و نوشته های آن یک مشت حرف های تبلیغاتی است.»
«در حالی که بعد از 2500 سال این همه تحقیق شده، سنگ نوشته هایی کشف شده، این همه خرده سفال در نسا، سیلک و غیره کشف شده، الواح تخت جمشید پیدا شده، کتیبه بیستون و استوانه کورش خوانده شده، این همه اطلاعات از دید ایشان تبلیغات است و فقط حرف های هرودوت درست است که دشمن ما بوده و در مورد ایران غرض ورزی کرده است. البته ما گله ای از هرودوت نداریم که دو هزار و پانصد سال پیش با یک عِرق میهن دوستی صحبت هایی کرده و در مقابل آن 10 تالان طلا که مبلغ زیادی بوده، جایزه گرفته است. (از قول آلبر ماله در کتابی با مضمون ایرانیان و یونان باستان). و از آنجا که بسیاری از مردم بی سواد بودند، همچنین به منظور تبلیغات، عده ای خطیب حرفه ای این کتاب را در آگورا برای مردم می خواندند.»
«ایشان شیفته یونان است. تا اینجا اشکالی ندارد، هر کسی می تواند شیفته هر جایی که دلش خواست باشد ولی وقتی قلم به دست می گیرد که تاریخ بنویسد، باید خوب مطالعه کند، خوب فکر کند و بی طرف باشد. دیگر در قرن بیست و یکم که ما نباید نسبت به دو هزار و پانصد سال پیش کمپلکسی داشته باشیم. باید بی طرف بنویسیم. متاسفانه ایشان نه تنها این کار را نکرده بلکه مکرر در مکرر به مردم ایران و تاریخ ایران توهین می کند و دروغ می گوید.»

## آثار
- مشارکت در ننوشته یخ ایران کمبریج[۵]
- شاهنشاهی هخامنشی (به انگلیسی: ThePersian Empire)